# Gloster Gauntlet
Le Gloster Gauntlet est un avion militaire de l'entre-deux-guerres.